# Chief Justice of the Common Pleas
Der Chief Justice of the Common Pleas war von etwa 1200 bis 1880 ein hochrangiger englischer bzw. britischer Richter.
Der Court of Common Pleas (auch Common Bench genannt) war ein Gerichtshof, der in den 1190er Jahren in England entstand. Er befasste sich vor allem mit weltlichen Rechtsstreitigkeiten und wurde rasch mit ausgebildeten Richtern besetzt, von denen bald einer eine Vorrangstellung als Chief Justice erhielt. Zwar gab es aufgrund Bürgerkriege oder anderer Krisen Unterbrechungen in der Tätigkeit des Gerichts, doch die Abfolge der Chief Justices ist dennoch ununterbrochen belegt. Die Richter wurden von den englischen bzw. britischen Monarchen ernannt, außer während des Commonwealth von 1649 bis 1660, als die Richter vom Parlament ernannt wurden. 1880 wurde der Court of Common Pleas mit dem Court of Queen’s Bench und dem Court of Exchequer zum High Court of Justice zusammengelegt, dessen Leitung der Lord Chief Justice übernahm.

## Liste der Chief Justices of the Common Pleas
- Simon of Pattishall (bis 1217)
- Martin of Pattishall (1217–1229)
- Sir Thomas of Moulton (1229–1233)
- William Raleigh (1233–1234)
- Sir Thomas of Moulton (1234–1236)
- Robert of Lexinton (1236–1244)
- Henry of Bath (1245–1249)
- Roger of Thirkleby (1249–1256)
- Henry of Bath (1256–1258)
- Roger of Thirkleby (1258–1260)
- Sir Gilbert of Preston (1260–1268)
- Martin of Littlebury (1268–1272)
- Sir Gilbert of Preston (1272–1274)
- Roger of Seaton (1274–1278)
- Sir Thomas Weyland (1278–1289)
- Sir Ralph Sandwich (1289–1290)
- John of Mettingham (1290–1301)
- Ralph de Hengham (1301–1309)
- Sir William Bereford (1309–1326)
- Hervey Stanton (1326)
- Sir William Herle (1327–1329)
- Sir John Stonor (1329–1331)
- Sir William Herle (1331–1333)
- Sir Henry Scrope (1333) (April–Nov.)
- Sir William Herle (1333–1335)
- Sir John Stonor (1335–1341)
- Sir Roger Hillary (1341–1342)
- Sir John Stonor (1342–1354)
- Sir Roger Hillary (1354–1356)
- Sir Robert Thorpe (1356–1371)
- Sir William Fryncheden (1371–1374)
- Sir Robert Bealknap (1374–1388)
- Sir Robert Charleton (1388–1395)
- William Thirning (1396–1413)
- Richard Norton (1413–1420)
- Sir William Babington (1423–1436)
- Sir John Juyn (1436–1439)
- John Cottesmore (1439)
- Sir Richard Newton (1439–1448)
- Sir John Prysot (1449–1461)
- Sir Robert Danby (1461–1471)
- Sir Thomas Bryan (1471–1500)
- Sir Thomas Wode (1500–1502)
- Sir Thomas Frowyk (1502–1506)
- Sir Robert Rede (1506–1519)
- Sir John Ernley (1519–1520)
- Sir Robert Brudenell (1520–1530)
- Sir Robert Norwich (1530–1535)
- Sir John Baldwin (1535–1545)
- Sir Edward Montagu (1545–1553)
- Sir Richard Morgan (1553–1554)
- Sir Robert Broke (1554–1558)
- Anthony Browne (1558–1559)
- Sir James Dyer (1559–1582)
- Sir Edmund Anderson (1582–1605)
- Sir Francis Gawdy (1605)
- Sir Edward Coke (1606–1613)
- Sir Henry Hobart, Bt (1613–1625)
- Sir Thomas Richardson (1626–1631)
- Sir Robert Heath (1631–1634)
- Sir John Finch (1634–1640)
- Sir Edward Littleton (1640–1641)
- Sir John Bankes (1641–1644)
- Oliver St John (1648–1660)
- Sir Orlando Bridgeman, Bt (1660–1668)
- Sir John Vaughan (1668–1674)
- Sir Francis North (1675–1682)
- Sir Francis Pemberton (1683)
- Sir Thomas Jones (1683–1686)
- Sir Henry Bedingfield (1686–1687)
- Robert Wright (1687)
- Sir Edward Herbert (1687–1689)
- Sir Henry Pollexfen (1689–1691)
- Sir George Treby (1692–1700)
- Sir Thomas Trevor (1701–1714)
- Sir Peter King (1714–1725)
- Sir Robert Eyre (1725–1735)
- Sir Thomas Reevel (1736–1737)
- Sir John Willes (1737–1761)
- Sir Charles Pratt, 1. Earl Camden (1762–1766)
- Sir John Eardley Wilmot (1766–1771)
- Sir William de Grey (1771–1780)
- Alexander Wedderburn, 1. Baron Loughborough (1780–1793)
- Sir James Eyre (1793–1799)
- John Scott, 1. Baron of Eldon (1799–1801)
- Richard Arden, 1. Baron Alvanley (1801–1804)
- Sir James Mansfield (1804–1814)
- Sir Vicary Gibbs (1814–1818)
- Sir Robert Dallas (1818–1824)
- Robert Gifford, 1. Baron Gifford (1824)
- Sir William Best (1824–1829)
- Sir Nicholas Conyngham Tindal (1829–1846)
- Sir Thomas Wilde (1846–1850)
- Sir John Jervis (1850–1856)
- Sir Alexander Cockburn (1856–1859)
- Sir William Erle (1859)
- Sir William Bovill (1866–1873)
- John Coleridge, 1. Baron Coleridge (1873–1880, wurde 1880 Lord Chief Justice)